# Chuck Martin
Charles Ford „Chuck“ Martin (* 20. August 1967 in Rutland, Vermont) ist ein ehemaliger US-amerikanischer Freestyle-Skier. Er startete anfangs in allen Disziplinen und spezialisierte sich im Lauf seiner Karriere auf die Buckelpiste. Bei den Weltmeisterschaften 1991 gewann er die Bronzemedaille, im Weltcup feierte er einen Sieg.

## Biografie
Der in Killington aufgewachsene Chuck Martin gab am 10. Dezember 1985 in Tignes sein Debüt im Freestyle-Skiing-Weltcup. Auf der Buckelpiste und in der Kombination gehörte er von Beginn an zur erweiterten Weltspitze, aber auch im Ballett und im Aerials (Springen) gelangen ihm Platzierungen in den Punkterängen. Im Januar 1986 schaffte er in Breckenridge als Moguls-Dritter und Kombinationssieger seine ersten beiden Podestplätze. Bei den ersten Weltmeisterschaften in Tignes kam er hingegen nicht über Moguls-Rang 33 hinaus. In seiner zweiten Saison als „Allrounder“ wurde Martin zum zweiten Mal hintereinander Gesamtweltcup-Fünfter.
Ab der Saison 1988/89 spezialisierte sich Martin auf seine stärkste Disziplin Buckelpiste. Mit sechs Platzierungen unter den besten zehn erreichte er in jenem Winter als Siebenter der Disziplinenwertung ein Karrierehoch. Bei den Weltmeisterschaften am Oberjoch belegte er Platz 20. Im folgenden Jahr fiel er trotz zweier Weltcup-Podestplätze auf Gesamtrang zehn zurück. Seinen größten Karriereerfolg konnte er bei den Weltmeisterschaften in Lake Placid feiern, wo er hinter Edgar Grospiron und Bernard Brandt die Bronzemedaille gewann. Ehe er im Rahmen der Olympischen Spiele von Albertville Rang 15 belegte, erreichte er im Januar 1992 in Blackcomb seinen letzten von fünf Moguls-Podestplätzen im Weltcup. 1993 gewann der zweifache US-Meister in der Kombination die Bud Mogul Tour.

## Erfolge

### Olympische Spiele
- Albertville 1992: 15. Moguls

### Weltmeisterschaften
- Tignes 1986: 33. Moguls
- Oberjoch 1989: 20. Moguls
- Lake Placid 1991: 3. Moguls

### Weltcupwertungen
| Saison  | Gesamt | Gesamt | Aerials | Aerials | Moguls | Moguls | Ballett | Ballett | Kombination | Kombination |
| Saison  | Platz  | Punkte | Platz   | Punkte  | Platz  | Punkte | Platz   | Punkte  | Platz       | Punkte      |
| ------- | ------ | ------ | ------- | ------- | ------ | ------ | ------- | ------- | ----------- | ----------- |
| 1985/86 | 5.     | 43     | 47.     | 6       | 8.     | 77     | 16.     | 54      | 5.          | 46          |
| 1986/87 | 5.     | 41     | 23.     | 27      | 9.     | 107    | 21.     | 53      | 5.          | 74          |
| 1988/89 | 25.    | 18     | –       | –       | 7.     | 128    | –       | –       | –           | –           |
| 1989/90 | 32.    | 18     | –       | –       | 10.    | 106    | –       | –       | –           | –           |
| 1990/91 | 25.    | 20     | –       | –       | 8.     | 156    | –       | –       | –           | –           |
| 1991/92 | 39.    | 13     | –       | –       | 10.    | 107    | –       | –       | –           | –           |

### Weltcupsiege
Martin errang im Weltcup 8 Podestplätze, davon 1 Sieg:
| Datum           | Ort          | Land | Disziplin   |
| --------------- | ------------ | ---- | ----------- |
| 25. Januar 1986 | Breckenridge | USA  | Kombination |

### Weitere Erfolge
- 2 US-amerikanische Meistertitel (Kombination 1990 und 1991)
- 1990: Ann Hansen Award[3]